# 3rd. Album
3rd. Album es el tercer y último álbum de U;Nee el cual salió a la venta el 1 de febrero de 2007, sólo 11 días después de su muerte.

## Título del álbum
El álbum no tiene un nombre fijo, pues en la portada sólo aparece la leyenda "3rd. Album". En algunas páginas de Internet se puede encontrar como "U;Nee 3rd. Album". También se puede encontrar como "Habit" o "Sorrow Fantasy", estos últimos más aceptados por los fanes.

## Recepción
El álbum estuvo a punto de no ver la luz debido al fallecimiento de U;Nee, pero finalmente la disquera decidió lanzarlo a la venta en la fecha que se tenía estipulada.
Así, el 1 de febrero de 2007, 3rd. Album salió para sorpresa de muchos pues sólo habían pasado 11 días desde la muerte de la cantante.
A pesar de la corta duración del disco, es el que mejor recibimiento tuvo pues U;Nee deja atrás la fase sexy que le fue impuesta y nos muestra un lado más romántico y cálido poniéndonos de ejemplo el tema "Habit" en sus dos versiones.
También hace una muy buena incursión dentro del Hip-Hop con "Sorrow Fantasy". Otros temas que cabe destacar son "Honey" y "U-Turn".
Sin duda alguna, este puede considerarse como el mejor trabajo de U;Nee.

## Sencillos
Debido a la sorpresiva muerte de la cantante, sólo se logró sacar un sencillo que fue "Sorrow Fantasy" pero no se le pudo hacer promoción alguna.
Se cree que después de Sorrow Fantasy seguiría Habit y posterior a este Honey.

## Lista de canciones
| 3rd. Album | |          |  |
| N.º        | Título | Duración |  |
| 1.         | «Intro» | 1:02     |  |
| 2.         | «U-Turn» | 3:28     |  |
| 3.         | «Honey» (Probable tercer single)                                                                             | 3:31     |  |
| 4.         | «Sorrow Fantasy» (Último single de U;Nee)                                                                    | 3:33     |  |
| 5.         | «습관 [Habit] (Acoustic Ver.)» (Probable segundo single)                                                     | 4:49     |  |
| 6.         | «내 맘속의 빈자리 (Openings in my Mind)»                                                                     | 3:35     |  |
| 7.         | «Follow Me»                                                                                                  | 4:49     |  |
| 8.         | «Run Away»                                                                                                   | 4:10     |  |
| 9.         | «아버지 (리믹스)(Father) (Remix)» (Incluida en Call Call Call en su versión original.)                       | 3:28     |  |
| 10.        | «U-Turn (House Ver.)»                                                                                        | 3:42     |  |
| 11.        | «습관 [Habit] (Ver. 2)» (Probable segundo single)                                                            | 4:49     |  |
| 12.        | «라스트 크리스마스 (The Last Christmas)» (Tema instrumental, posiblemente en referencia a ella y su muerte.) | 2:32     |  |
| 40:21      | |          |  |

| Call Call Call |